# 배부름 재채기
배부름 재채기는 배가 부르면 주체할 수 없는 재채기가 터져 나오는 의학적 장애이다. 특히 많은 양의 음식을 섭취한 바로 직후에 이 증상을 겪으며 콧물 등의 다른 비염 증상을 동반하기도 한다. 배부름 재채기는 상염색체 우성 특성으로 유전된다고 생각된다. 캐나다의 아흐마드 티비 교수와 카셈 알살레 교수가 1989년 처음으로 이 현상에 대해 다루었다.
이 증상의 통용되는 영어 명칭인 "스내시에이션(SNATIATION)"은 주디스 홀에 의해 재채기(sneeze)와 포만(satiation)의 혼성어로 창안됐다. 이후 로마자에 맞추어 Sneezing Non-controllably At a Time of Indulgence of the Appetite—a Trait Inherited and Ordained to be Named(식욕을 탐닉할 때 나오는 조절 할 수 없는 재채기—유전되며 명명되도록 정해진 특성)라는 역두문자어 풀이가 더해졌다. 존스홉킨스대학교가 운영하는 인류멘델유전형질전산자료(OMIM)에 의한 공식적인 영어 명칭은 GASTRIC SNEEZING(위 재채기) 또는 STOMACH SNEEZE REFLEX(위 재채기 반사)이다.
관련된 장애인 미각성 비염은 훨씬 더 적은 양의 음식을 섭취해도 재채기가 나오는 것으로, 특히 매운 음식을 먹었을 경우에 주로 겪는다.

## 같이 보기
- 빛 재채기 반사